# Epibulus insidiator
Cá Slingjaw (Danh pháp khoa học: Epibulus insidiator) là một loài cá biển trong họ cá bàng chài Labridae thuộc bộ cá vược phân bố ở vùng Ấn Độ Dương-Thái Bình Dương. Chúng phân bố rộng từ vùng Biển Đỏ cho đến châu Phi qua tới Hawai tới Nam Nhật Bản cho đến New Caledonia. Cá Slingjaw đóng vai trò khá quan trọng trong ngành thương mại thủy sản. Bên cạnh đó, loài cá này cũng được khá nhiều người mua về để làm cá cảnh trong nhà.

## Đặc điểm
Cá Slingjaw sở hữu phần hàm khá là đặc biệt, phần hàm của chúng có thể kéo dài tới 27 cm khi cần bắt lấy con mồi. Đây chính là vũ khí bí mật đầy lợi hại của loài cá này. Khả năng kéo dài miệng của Slingjaw kỳ dị hơn nhiều loài cá nào khác trên hành tinh. Chính nhờ chiếc miệng xấu xí nhưng vô cùng linh hoạt này mà cá Slingjaw có thể dễ dàng bắt được những loài cá và giáp xác nhỏ bé trong thời gian chưa tới 7 giây. Cá Slingjaw có thể đạt chiều dài tới 54 cm, thường sống ở các rặn san hô.